# Memoriał Agaty Mróz-Olszewskiej 2009
I edycja Memoriału Agaty Mróz-Olszewskiej odbyła się w dniach 17-18 października 2009 roku w Spodku w Katowicach.

## Uczestnicy
- Muszynianka Fakro Muszyna
- BKS Aluprof Bielsko-Biała
- Palma Volley Mallorca (wicemistrz Hiszpanii)
- ZOK Rijeka (mistrz Chorwacji)

### Tabela
| Poz. | Reprezentacja             | Pkt | Mecze | Mecze | Mecze | Małe punkty | Małe punkty | Małe punkty | Sety | Sety | Sety  |
| Poz. | Reprezentacja             | Pkt | M     | Z     | P     | zdob.       | str.        | ratio       | wyg. | prz. | ratio |
| ---- | ------------------------- | --- | ----- | ----- | ----- | ----------- | ----------- | ----------- | ---- | ---- | ----- |
| 1    | BKS Aluprof Bielsko-Biała | 5   | 2     | 2     | 0     | 176         | 139         | 1.267       | 6    | 2    | 3.000 |
| 2    | Muszynianka Fakro Muszyna | 4   | 2     | 1     | 1     | 170         | 151         | 1.126       | 5    | 3    | 1.667 |
| 3    | Palma Volley Mallorca     | 2   | 2     | 1     | 1     | 159         | 187         | 0.973       | 3    | 5    | 0.850 |
| 4    | ZOK Rijeka                | 1   | 2     | 0     | 2     | 162         | 190         | 0.852       | 2    | 6    | 0.333 |

## Mecze
| 17.10.2009 | Muszynianka Fakro Muszyna | 3:0 (25:16, 25:22, 25:12) | ZOK Rijeka |

| 17.10.2009 | BKS Aluprof Bielsko-Biała | 3:0 (25:16, 25:17, 25:11) | Palma Volley Mallorca |

| 18.10.2009 | Palma Volley Mallorca | 3:2 (19:25, 26:24, 30:32, 25:23, 15:8) | ZOK Rijeka |

| 18.10.2009 | BKS Aluprof Bielsko-Biała | 3:2 (16:25, 25:14, 20:25, 25:23, 15:8) | Muszynianka Fakro Muszyna |

| ZWYCIĘZCA I MEMORIAŁU im. AGATY MRÓZ-OLSZEWSKIEJ |
| ------------------------------------------------ |
| BKS Aluprof Bielsko-Biała                        |

## Klasyfikacja końcowa
| Miejsce | Reprezentacja             |
| ------- | ------------------------- |
| 1.      | BKS Aluprof Bielsko-Biała |
| 2.      | Muszynianka Fakro Muszyna |
| 3.      | Palma Volley Mallorca     |
| 4.      | ZOK Rijeka                |

## Nagrody indywidualne
| MVP                | Najlepsza środkowa   |
| ------------------ | -------------------- |
| Dorota Świeniewicz | Eleonora Dziękiewicz |